# Neepawa
Neepawa – miasto w prowincji Manitoba w Kanadzie. W 2018 Blake McCutcheon został wybrany burmistrzem. W 2010 miasto zostało okrzyknięte „Najpiękniejszym Miastem Manitobii”.

## Historia
Wiele lat przed osiedleniem się Europejczyków, tereny były głównie zamieszkiwane przez ludy Kri i Assiniboinów. Nazwa miasta pochodzi od słowa w języku Kri oznaczającego „kraina obfitości”, nazwa ta została użyta po raz pierwszy około 1873. Przed osiedleniem się jedynymi Europejczykami przebywający na tych terenach byli głównie sprzedawcy futr. Wiele osób przechodziło przez ten obszar w drodze z Koncesji Selkirka do Edmonton. Pewna grupa z Listowel, Ontario postanowiła się osiedlić w 1877, w miejscu gdzie spotykały się strumyki Stony i Boggy.
W tamtych czasach terytorium Neepawy zawierało się w Terytoriach Północno-Zachodnich. Przez następne 30 lat wprowadziło się wielu osadników, pierwsi byli Brytyjczycy, Polacy i Węgrzy. Neepewa stała się częścią prowincji Manitoba, kiedy jej granice poszerzyły się w 1881.
John A. Davidson i Jonathon J. Hamilton przybyli do miejscowości w 1880, byli pierwszymi prawdziwymi biznesmenami miasta, kupując tereny i dzieląc je na parcele. W 1881 John Hamilton i John Davidson zbudowali sklep i młyn wodny niedaleko połączenia strumyków Stony i Boggy. Jak wiele miast zachodniej Manitobii, Neepawa czekała na budowę kolei. Niedługo po tym jak kolei została dociągnięta do Fladstone w 1882, Davidson i Hamilton zaoferowali Manitobii i Północno-Zachodnim Koleją ziemię i bonus w postaci 16 000$ w zamian za konstrukcję nowej linii w granicach miasta. Oferta została zaakceptowana i stacja kolejowa została zbudowana.
Miasteczko zaczęło rosnąć i 23 września 1883 zyskało prawa miejskie. Pierwszy szpital powstał w 1904 i mógł pomieścić 20 pacjentów. W szpitalu mieściła się też szkoła pielęgniarska. Pierwsza szkoła została otwarta w 1881. Był to trzypiętrowy budynek ukończony w 1898 i używany do 1928. Przedsiębiorstwo Solne w Neepawie funkcjonowało w mieście, w latach 1932–1970.
Pisarka Margaret Laurence napisała kilka książek w latach 60 i 70, przedstawiając miasto pod nazwą Manawaka. 12 maja 2019 Neepawa była gospodarzem 150-tych urodzin prowincji Manitoba.

## Demografia[1]
Demografia
| Rok  | Populacja |
| ---- | --------- |
| 1891 | 774       |
| 1901 | 1418      |
| 1906 | 1895      |
| 1911 | 1864      |
| 1916 | 1854      |
| 1921 | 1887      |
| 1926 | 1833      |
| 1931 | 1910      |
| 1936 | 2068      |
| 1941 | 2292      |
| 1946 | 2468      |
| 1951 | 2895      |
| 1956 | 3109      |
| 1961 | 3197      |
| 1966 | 3229      |
| 1971 | 3215      |
| 1976 | 3508      |
| 1981 | 3425      |
| 1986 | 3314      |
| 1991 | 3258      |
| 1996 | 3301      |
| 2001 | 3325      |
| 2006 | 3298      |
| 2011 | 3629      |
| 2016 | 4609      |

## Gospodarka
Ekonomia opiera się głównie na rolnictwie. Neepawa jest jednym z ważniejszych ośrodków rolniczych w regionie. Miasto słynie z różnorodnych i wysokiej jakości lilii. W 2009 uprawiano ponad 2000 różnych gatunków lilii. Z tego powodu Neepawa nazywana jest „Liliową stolicą świata”. Miasto gości wielu turystów, około 12 000 osób bierze udział w corocznym Festiwalu Lilii, który jest organizowany od 1996.

## Transport
Neepawa leży przy Yellowhead Highway 16 i Highway 5. Miasto znajduje się 55,3 km (drogą lądową) od Brandon i 212,9 km (drogą lądową) od Winnipeg. Lotnisko w Neepawa posiada pas startowy o długości 1,07km, obsługuje głównie ambulansy powietrzne i małe odrzutowce.

## Edukacja
W mieście działają:
- Szkoła Podstawowa Imienia Hazela M. Kellingtona,
- Neepawa Area Collegiate Institute,
- Przedszkole w Neepawie,
- Assiniboine Community College, który oferuje wiele kursów.

## Sport
Drużyny młodzieżowe i seniorskie:
- Neepawa Natives (hokej),
- Neepawa Cubs (baseball),
- Neepawa Farmers (hokej).

## Media
Gazety:
- Neepawa Banner – tygodnik,
- Neepawa Press – tygodnik,

Stacje radiowe:
- CJBP-FM 97.1.

Kanały telewizyjne:
- NAC TV kanał 30.

Czasopisma:
- William Street Publishing .